# Bryan Okoh
Pour les articles homonymes, voir Okoh.
Bryan Ikemefuna Okoh, né le 16 mai 2003 à Houston aux États-Unis, est un footballeur professionnel suisse qui évolue au poste de défenseur central au FC Lausanne-Sport.

## Biographie
Bryan Okoh est né à Houston, au Texas, de parents nigérians, mais grandit en Suisse.

### Carrière en club
Il commence le football au FC Espagnol de Lausanne, avant de rejoindre Lausanne-Sport en 2016. Il quitte la Suisse pour l'Autriche avant la saison 2019-2020 en rejoignant le Red Bull Salzbourg, où il signe un contrat jusqu'en mai 2022. Il est cependant d'abord prévu de le faire jouer pour l'équipe de développement du FC Liefering.
En août 2019, il fait ses débuts pour Liefering en 2. Liga en étant titulaire lors de la troisième journée face au SV Lafnitz. Après deux saisons en deuxième division, il rejoint l'équipe première du RB Salzbourg pour la saison 2021-2022, et y fait ses débuts contre le SC Kalsdorf en Coupe d'Autriche. À la saison 2024-2025, il joue cependant toujours principalement pour le FC Liefering, ce qui est autorisé en Autriche sous le statut de Kooperationsspieler (de) (« joueur coopératif » en français).
En juin 2025, le RB Salzburg annonce son départ du club et retourne en Suisse.
Le 4 juin 2025, il signe au FC Lausanne-Sport.

### Carrière internationale
Né aux États-Unis, représente la Suisse au niveau international dès septembre 2017. Passé par les catégories des moins de 15, 16 et 17 ans, il fait ses débuts avec les espoirs en mai 2021.
En novembre 2021, il est convoqué pour la première fois avec l'équipe nationale senior, sans jouer. Tant qu'il n'aura pas disputé de match avec l'équipe suisse, il reste éligible pour la sélection américaine.

## Palmarès
Red Bull Salzbourg (3)
- Championnat d'Autriche :
  - Champion en 2021-2022 et 2022-2023

- Coupe d'Autriche :
  - Vainqueur en 2021-2022